# Isakovo
Isakovo (cyr. Исаково) – wieś w Serbii, w okręgu pomorawskim, w gminie Ćuprija. W 2011 roku liczyła 571 mieszkańców.